# فرناندينيو (لاعب كرة قدم مواليد 1981)
فرناندينيو (بالبرتغالية: Fernando Alves Santa Clara‏) هو لاعب كرة قدم برازيلي في مركز ظهير ‏، ولد في 16 أبريل 1981 في ايليوس في البرازيل. لعب مع أتلتيكو مينيرو ونادي بارانا ونادي بورتو ونادي جوينفيل ونادي ساو كايتانو ونادي فاسكو دا غاما ونادي فورتاليزا ونادي فيتوريا ونادي كاشياس دو سول ونادي كروزيرو ونادي كريسيوما.

## وصلات خارجية
- فرناندينيو (لاعب كرة قدم مواليد 1981) على موقع قاعدة بيانات كرة القدم.إي يو (الإنجليزية)
- فرناندينيو (لاعب كرة قدم مواليد 1981) على موقع Soccerway.com (الإنجليزية)